# Uraniidnattfjärilar
Uraniidae är en familj av nattfjärilar som innehåller fyra underfamiljer, nittio släkten och cirka sju hundra arter. Familjen förekommer över hela tropiska Amerika, Afrika och Indo-Australien. Några av de tropiska arterna är kända för sina ljusa, fjärilsliknande färger och kallas sunset mal (till exempel Chrysiridia rhipheus). Sådana nattfjärilar är giftiga att äta och de ljusa färgerna är en varning till rovdjur.
Familjen Uraniidae innehåller både dagaktiva och nattaktiva arter. De dagsaktiva arterna har oftast en mer färggrann och livfull färgteckning än de nattliga arterna. Många dagaktiva arter har också skimrande färgteckning och flera svansar, vilket ofta leder till att de misstas för fjärilar. I skarp kontrast står de nattaktiva arterna som i allmänhet är små och svagt färgade insekter. Arterna i familjen Uraniidae liknar de i familjen Geometridae, med vilka de är nära släkt, men de skiljs åt av deras olikformade vingmönster.

### Fotnoter
1. ↑  Carter, David -- Eyewitness Handbook to Butterflies and Moths (1992) pp. 190-191; Dorling Kindersley/New York, NY